# Óptica não linear
Óptica não linear (ONL) é o ramo da óptica que descreve o comportamento da luz em meios  não lineares, isto é, em meios em que a polarização dielétrica P do material não é proporcional ao campo elétrico E da luz. Propriedades ópticas não lineares são tipicamente observadas quando a radiação incidente apresenta intensidade elevada, ou seja, quando o campo elétrico da luz é comparável aos campos elétricos interatômicos, tipicamente 108 V/m. As altas intensidades necessárias são usualmente fornecidas por lasers pulsados. Nesse caso, as propriedades ópticas dos materiais são alteradas em consequência da propagação da luz de alta intensidade em seu interior. Na óptica não linear, o princípio da superposição deixa de ser válido.

## História
O início do campo da óptica não linear é marcado pela verificação experimental do fenômeno de geração de segundo harmônico por Peter Franken, A. E. Hill, C. W. Peters e  G. Weinreich na Universidade de Michigan em 1961. Isto ocorreu logo após a demonstração do primeiro laser em 1960 por Theodore Harold Maiman, que possibilitou a obtenção de luz coerente e de alta intensidade. Para a realização do experimento, a luz proveniente de  um laser de rubi (com comprimento de onda de 694 nm) foi focalizada no interior de uma amostra de quartzo. A radiação de saída foi enviada a um espectrômetro. O espectro, registrado em papel fotográfico, indicou a existência de luz com comprimento de onda de 347 nm, a metade do comprimento de onda da radiação incidente. Quando publicado na revista científica Physical Review Letters, o editor de cópias confundiu o ponto fraco do segundo harmônico no papel fotográfico como uma mancha de sujeira e o removeu da publicação.
Contudo, o primeiro efeito óptico não linear previsto teoricamente, anterior ao experimento de Peter Franken e colaboradores, foi o fenômeno de absorção de dois fótons por Maria Goeppert-Mayer, durante seu doutoramento em 1931.